# 대한안경사협회
대한안경사협회는 유통질서 확립을 위해1976년 4월 설립된 대한민국 보건복지부 소관의 사단법인이다. 소재지는 서울특별시 영등포구 문래로 164 SK리더스뷰 3층 D04호에 위치하고 있다

## 조직
- 협회장
- 부회장
- 상임이사
- 감사
- 사무국
  - 시도안경사회 회장
  - 시도안경사회 사무국
    - 분회

  - 총무부
  - 홍보부

## 지부
- 서울안경사회 - 서울특별시 영등포구 문래로 164 영등포 SK 리더스뷰B동 402
- 부산안경사회 - 부산광역시 부산진구 가야대로 749-1
- 대구안경사회 - 대구광역시 북구 노원로 169
- 인천안경사회 - 인천광역시 남동구 경인로 520
- 광주안경사회 - 광주광역시 서구 운천로 151
- 대전안경사회 - 대전광역시 유성구 도안북로 81
- 울산안경사회 - 울산광역시 중구 가구거리 86
- 경기안경사회 - 경기도 수원시 팔달구 경수대로 619
- 강원안경사회 - 강원도 강릉시 산양큰길 29 2
- 충북안경사회 - 충청북도 청주시 흥덕구 1순환로 591
- 충남안경사회 - 충청남도 천안시 동남구 은행길 19
- 전북안경사회 - 전라북도 전주시 완산구 서원로 224
- 전남안경사회 - 전라남도 화순군 화순읍 덕음로 910
- 경북안경사회 - 경상북도 포항시 북구 용당로 24-2
- 경남안경사회 - 경상남도 창원시 마산합포구 오동동10길 56
- 제주안경사회 - 제주특별자치도 제주시 고마로 29

## 교통편
- ● 수도권 전철 1호선 영등포역
- ● 서울 지하철 2호선 문래역
- ● 수도권 전철 5호선 영등포구청역

## 같이 보기
- 안경
- 안경사 (면허증)